# Edward Lloyd (Kolonialgouverneur)
Edward Lloyd  (* 7. Februar 1670 in Easton, Talbot County, Province of Maryland; † 20. März 1718 ebenda) war ein britischer Kolonialgouverneur der Province of Maryland.

## Leben
Edward Lloyd (II) war der Sohn von Colonel Philemon Lloyd und dessen Frau Henrietta Maria Neal Bennett. Er wurde auf der elterlichen Wye Plantation bei Easton im Talbot County geboren. Über seine Jugend und Schulausbildung ist nichts überliefert. Er wurde Offizier der Eastern Shore Militia und brachte es dabei bis zum Major-General. Zudem war er in Maryland auch politisch tätig. Er wurde Mitglied im Regierungsrat (Council) der Kolonie. Nach dem Tod von Kolonialgouverneur John Seymour am 30. Juli 1709 wurde er zu dessen kommissarischen Nachfolger bestimmt. Eigentlich war Colonel Francis Jenkins als Präsident des Councils für dieses Amt vorgesehen. Dieser versäumte es aber notwendige Formalitäten zu erfüllen. Edward Lloyd bekleidete das Amt des kolonialen Gouverneurs bis zum Jahr 1714, als er von John Hart abgelöst wurde.
Edward Lloyd ist der Stammvater einer Politikerdynastie in Maryland. Er war mit Sarah Holiday verheiratet. Sein Sohn Edward Lloyd (III) (1711–1770) war der Vater von Edward Lloyd (IV) (1744–1796). Dieser war 1783–1784 Delegierter für Maryland im Kontinentalkongress. Dessen Sohn Edward Lloyd (V) (1779–1834), also der Urenkel des Kolonialgouverneurs, war zwischen 1809 und 1811 Gouverneur des US-Bundesstaates Maryland. Schließlich war dessen Enkel Henry Lloyd (1852–1920) von 1885 bis 1888 ebenfalls Gouverneur von Maryland. Diese Reihe umfasst damit sechs Generationen.